# BMW 8-serie
BMW 8-serie är en serie personbilar, tillverkade av den tyska biltillverkaren BMW. 

## E31 (1989-99)
Se vidare under huvudartikeln BMW E31.

## G15 (2018- )
Se vidare under huvudartikeln BMW G15.

## Bilder

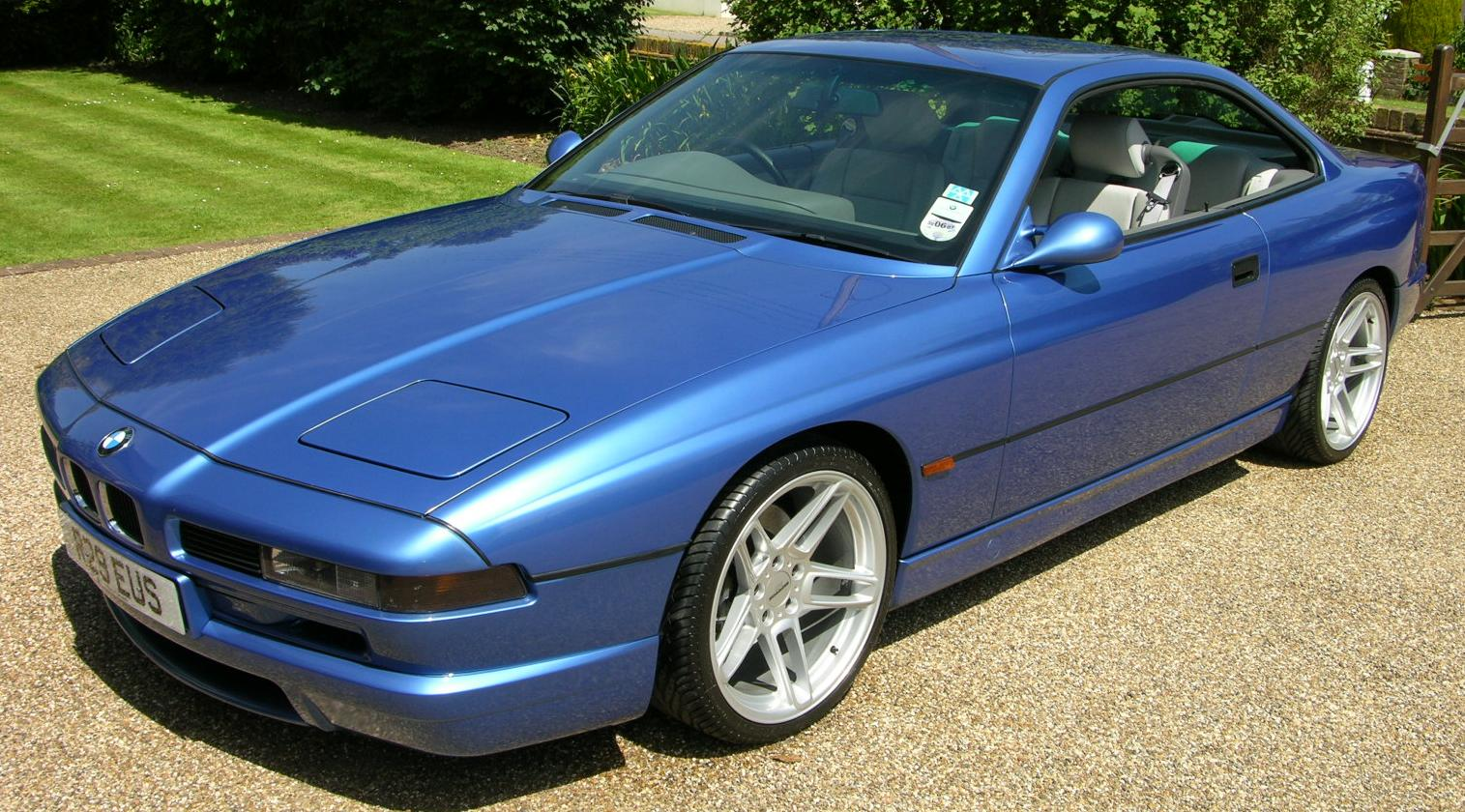
BMW E31.
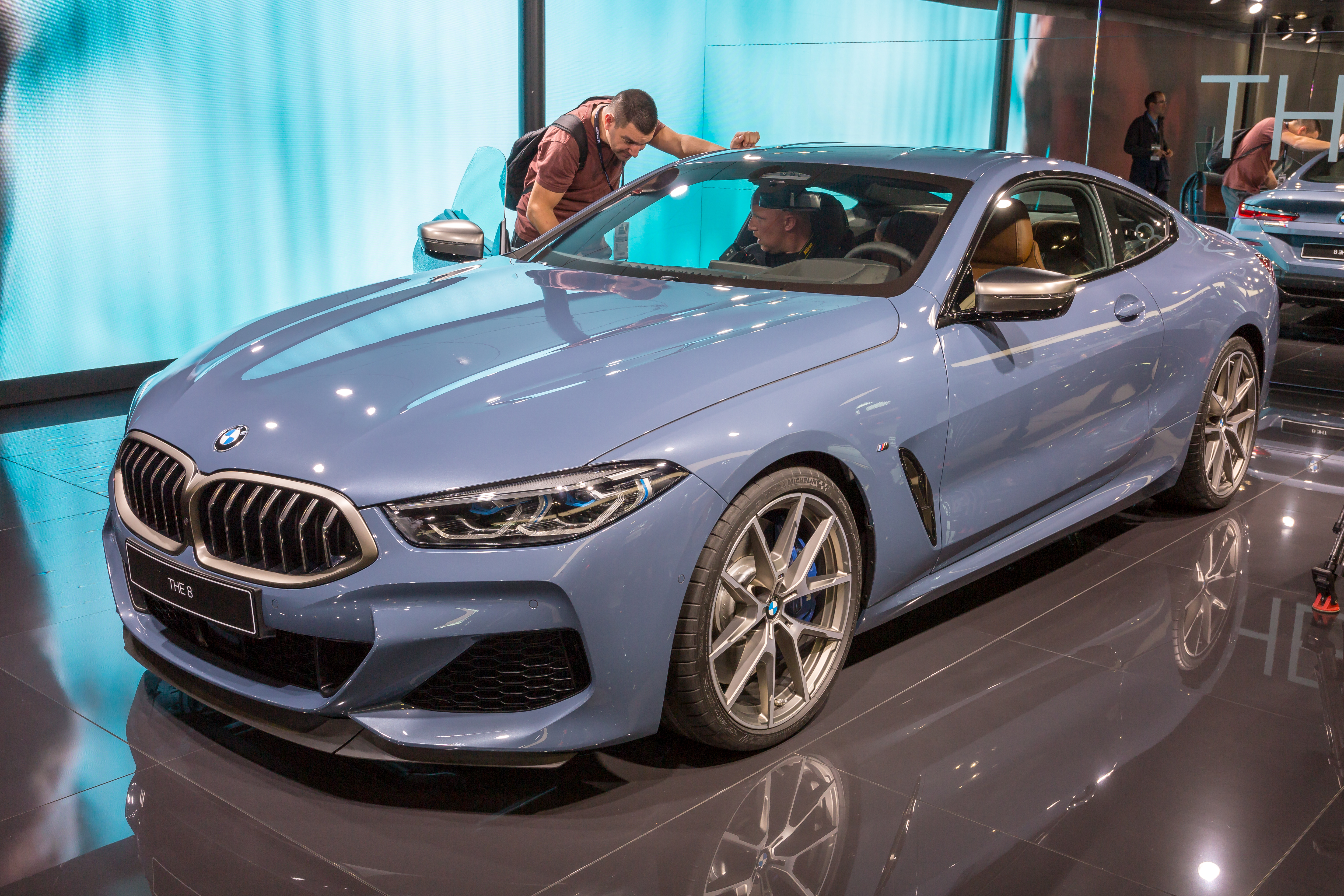
BMW G15.